# Sacañet (kommun)
Sacañet är en kommun i Spanien.   Den ligger i provinsen Província de Castelló och regionen Valencia, i den östra delen av landet, 260 km öster om huvudstaden Madrid.